# Szalai Tamás (csillagász)
Szalai Tamás (Sopron, 1985. május 30.–) magyar csillagász, a Szegedi Tudományegyetem Optikai és Kvantumelektronikai Tanszék tudományos munkatársa.

## Tanulmányai
Gyermekkorában paleontológus szeretett volna lenni a Jurassic Park című film hatására. Középiskolai tanulmányait a soproni Berzsenyi Dániel Evangélikus Gimnáziumban végezte. (Itt volt tanára Lang Jánosné, akinek emlékét a 250526 Steinerzsuzsanna kisbolygó neve őrzi.) 2003-tól a Szegedi Tudományegyetem hallgatója, ahol 2008-ban szerzett csillagász oklevelet. Doktori tanulmányait 2008 és 2011 között végezte a Szegedi Tudományegyetemen az Optikai és Kvantumelektronikai Tanszék doktoranduszaként. 2013-ban PhD fokozatot szerzett, témavezetője Vinkó József volt.

## Tudományos tevékenysége
Tudományos kutatásai során használta a 9,2 méter átmérőjű HET és SALT távcsövek, valamint  a Spitzer űrtávcső adatait. Saját méréseket végzett a Szegedi Csillagvizsgáló, az MTA CSFK Piszkéstetői Obszervatóriuma és az ausztráliai Siding Spring-i Obszervatórium  távcsöveivel. Szakmai látogatáson vett részt a bostoni Harvard-Smithsonian Asztrofizikai Kutatóközpontban, a Sydney-i Egyetemen, továbbá az austini Texasi Egyetemen.
A tudományos ismeretterjesztésben is szerepet vállal. Rendszeresen tart előadásokat és távcsöves bemutatókat. A csillagaszat.hu csillagászati szakportál egyik szerzője, a Magyar Csillagászati Egyesület által kiadott Meteor című folyóirat szerkesztőbizottsági tagja. 2005–2010 között a soproni Fényi Gyula Csillagászati Szabadegyetem, 2011-ben az SZTE TTIK Energia Szabadegyetem főszervezője. 2011 óta az SZTE TTIK közkapcsolati titkára és a Fizikus Tanszékcsoport közkapcsolati felelőse.

## Általa felfedezett égitestek
- 250526 Steinerzsuzsanna kisbolygó (Sárneczky Krisztiánnal, 2004.)
- 157141 Sopron kisbolygó (Sárneczky Krisztiánnal, 2004.)

## Díjak, kitüntetések
- Sopron Város Ifjú Tehetsége (2007)
- SZTE TTIK Kiváló Hallgatója (2008)
- Sófi József Alapítvány fődíja (2007 és 2008)
- Junior Prima díj - magyar tudomány kategória (2017)[3]

## Publikációk
Magyar nyelven:
- Kölcsönhatások és porképződés a szupernóvák környezetében. Robbanó csillagok vidéke, (társszerzőkkel), Természet Világa, 2018. 8. szám, 361-365. oldal
- Porból lettünk, porrá leszünk - de honnan lett a por?, Meteor, 2013. 9. szám, 4-8. oldal,
- Nagy tömegű csillagok végállapotai: szupernóva-robbanásokhoz kötődő porképződés és az LS 5039 gammakettős vizsgálata (doktori értekezés), Szegedi Tudományegyetem, Szeged, 2013,
- Fizikai Nobel-díj 2011: Szupernóvák és a gyorsulva táguló Univerzum, Fizikai Szemle, 2011. 11. szám,
- Újdonságok az exobolygók világából, (társszerzőkkel), Fizikai Szemle, 2011. 7–8. szám,
- Porgyártó(?) szupernóvák, Fizikai Szemle, 2010. 12. szám,
- Üstökös az asztalon – Hogyan „főzzünk” csillagászati demonstrációs eszközöket?, (társszerzőkkel), Fizikai Szemle, 2009. 7–8. szám,

Angol nyelven:
- The first year of SN 2004dj in NGC 2403, (társszerzőkkel), Monthly Notices of Royal Astron. Soc., 369, 1780-1796.
- Physical parameters and multiplicity of five southern close eclipsing binaries, (társszerzőkkel), Astronomy and Astrophysics, 465, 943-952.
- Mass outflow and chromospheric activity of red giant stars in globular clusters II. M13 and M92, (társszerzőkkel), Astronomical Journal, 137, 4282-4295.
- A search for new members of the beta Pic, Tuc-Hor and epsilon Cha moving groups in the RAVE database, (társszerzőkkel), Monthly Notices of Royal Astron. Soc., 411, 117-123.
- The gamma-ray binary LS 5039: mass and orbit constraints from MOST observations, (társszerzőkkel), Monthly Notices of Royal Astron. Soc., 411, 1293-1300.
- Dust formation in the ejecta of the Type II-P supernova 2004dj, (társszerzőkkel), Astronomy and Astrophysics, 527, A61
- Structure and evolution of debris disks around F-type stars I. Observations, database and basic evolutionary aspects, (társszerzőkkel), Astrophysical Journal Suppl. Ser., 193, A4
- Spin-orbit resonance, transit duration variation and possible secular perturbations in KOI-13, (társszerzőkkel), Monthly Notices of Royal Astron. Soc., 421, L122-L126
- Improved distance determination to M51 from supernovae 2011dh and 2005cs, (társszerzőkkel), Astronomy and Astrophysics, 540, A93
- The DWARF project: Eclipsing binaries - precise clocks to discover exoplanets, (társszerzőkkel), Astronomische Nachrichten, 333 (8), 754-766.
- Testing SNe Ia distance measurement methods with SN 2011fe, (társszerzőkkel), Astronomy and Astrophysics, 546, A12
- A dozen type II-P supernovae seen with eyes of Spitzer, (társszerzőkkel), Astronomy and Astrophysics, in press